# Sierra de Uspallata-chinchillarat
De Sierra de Uspallata-chinchillarat (Abrocoma uspallata) is een chinchillarat die voorkomt in de Argentijnse provincie Mendoza. Hij is daar alleen bekend van de Quebrada de la Vena in de Sierra de Uspallata, op 1 880 m hoogte en 32°39.405'ZB 69°20.970'WL.
De rug van deze soort is grijsachtig bruin, maar de buik is veel witter. De staart is grijsachtig aan de bovenkant, maar wit aan de onderkant. De Sierra de Uspallata-chinchillarat heeft relatief grote voeten (31 mm) en oren (28 mm). Het enige bekende exemplaar heeft een staartlengte van 108 mm, een kop-romplengte van 72 mm, een groot hoofd, een zachte vacht en een dichte ondervacht. Hij heeft 66 chromosomen.